# Karl Gerhard

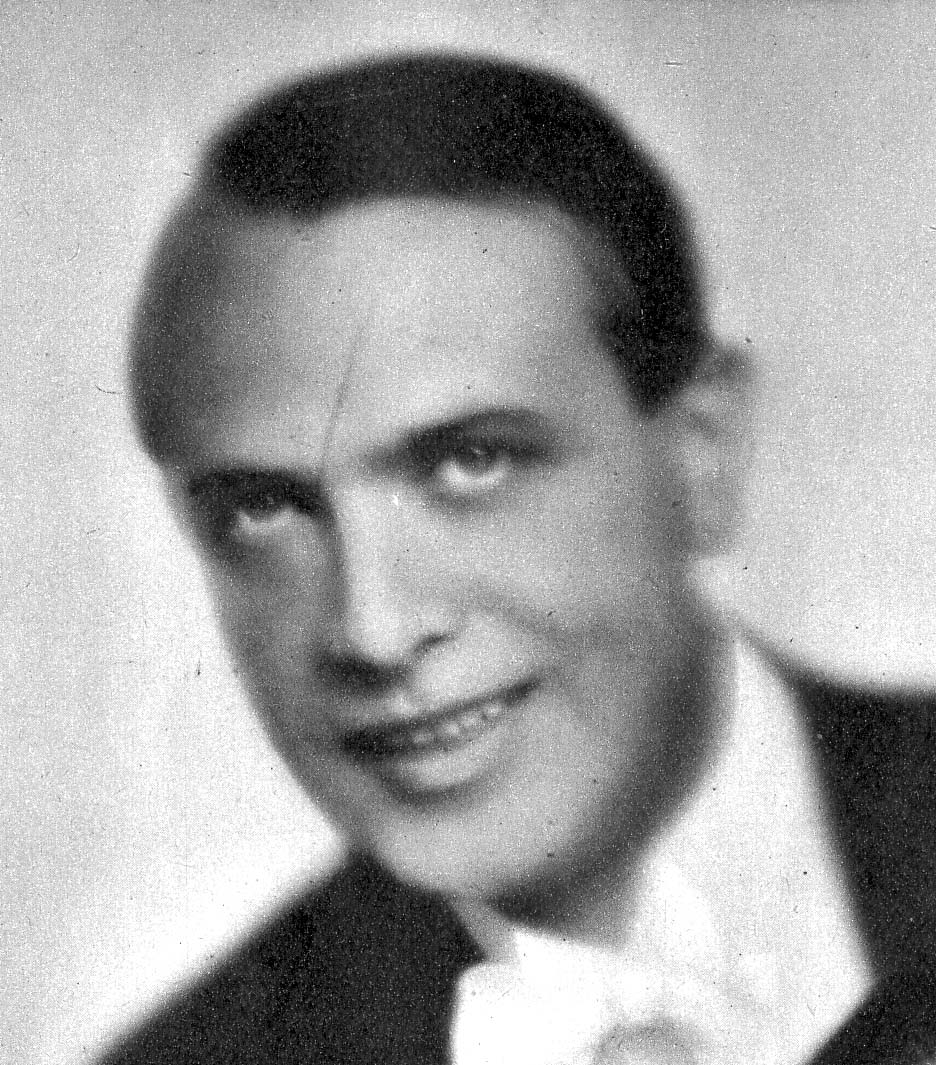
Karl Gerhard (ca. 1930)

Karl Gerhard (Aussprache [ˌkɑːɹl ˈ ʝæːɹhaɖ], * 14. April 1891 in Stockholm; † 22. April 1964 in Saltsjöbaden) eigentlich: Karl Johnson, war ein schwedischer Revue- und Filmschauspieler, Theaterregisseur und -leiter sowie Liederschreiber.
Karl wuchs in Stockholm auf und war lange Zeit Schauspieler in fahrenden Theatergesellschaften. Als Nachfolger von Ernst Rolf begann er 1919 beim Kabarett Fenix in Stockholm mit dem Vorführen von Couplets. Seine erste Revue schrieb er unter dem Pseudonym Hvem är hvem (Wer ist wer) doch dann nahm er den Namen Karl Gerhard an. In den 1920er Jahren wetteiferte Karl Gerhard mit Ernst Rolf als Verfasser und Produzent von Revuen. Nach dem Tod Rolfs wurden Gerhards Revuen luxuriöser und er galt bald als Revuekönig Stockholms. Bei einigen seiner Revuen, wie Oss greker emellan („Unter uns Griechen“, Volksoper, Östermalm) und Köpmännen i Nordens Venedig („Der Kaufmann des nördlichen Venedigs“, gleiche Stelle) war Zarah Leander Primadonna. Für sie schrieb Gerhard 1934 das Lied I skuggan av en stövel („Im Schatten eines Stiefels“), was seinen Protest gegen die zunehmende Judenverfolgung in Europa zum Ausdruck bringen sollte. Das hinderte Zarah jedoch nicht daran, drei Jahre später nach Hitlerdeutschland zu ziehen.
Gerhards politische Aktivitäten gegen den deutschen Nationalsozialismus und die schwedische Politik der Nachgiebigkeit sollten sich noch steigern. Bei einem Besuch in Moskau lieh er sich eine Melodie für sein bekanntestes antifaschistisches Lied: Den ökända hästen från Troja („Das berüchtigte Trojanische Pferd“), welches in der Revue Gullregn („Goldregen“) von 1940 gesungen wurde. Das Verbot dieses Couplets aufgrund einer obsoleten Auslegung eines Paragraphen des Ordnungsgesetzes, war eines der deutlichsten Beispiele für Schwedens opportunistische Haltung und Selbstzensur während des Zweiten Weltkrieges. Die Gestaltung der entsprechenden Szene mit einer Ballettgruppe in Tirolerhüten, die aus einem Dalapferd kamen, wurde von Gerhard nicht verändert. Dafür erhielt das Pferd einen Maulkorb und eine Nachtmütze und Gerhard las anstelle des Couplets den Text des Verbots und des entsprechenden Paragraphen vor.
Nach dem Krieg schrieb Gerhard mehrbändige Memoiren (Om jag inte minns fel, Katt bland hermeliner, Lite gullregn), trat in Zweipersonenstücken mit Bo Ekemar auf, führte seine neuen Couplets im Radio auf und schrieb jedes Jahr eine Neujahrsrevue, die erst in Göteborg und dann in Stockholm gezeigt wurde. Später trat er oftmals in Revuen von Povel Ramel auf, bis er 1961 seine letzte Revue (Ursäkta handsken, Regie: Tage Danielsson) leitete. In seiner gesamten Karriere war Gerhard auch mehrfach in schwedischen Filmen zu sehen.